# Günter Westerhoff
Günter Westerhoff (* 26. März 1923 in Essen; † 15. Juli 2015 in Mülheim an der Ruhr) war ein deutscher Schriftsteller.

## Leben
Günter Westerhoff entstammte einer Handwerkerfamilie. Nach der Volksschule absolvierte er eine Lehre als Schlosser und arbeitete als Reparaturschlosser auf einer Zeche in Mülheim an der Ruhr, daneben gehörte er der Grubenwehr an. Von 1942 bis 1945 nahm er als Soldat der Wehrmacht am
Zweiten Weltkrieg teil und wurde mehrmals verwundet. Ab 1946 war er wieder an seiner alten Arbeitsstelle tätig. Zuletzt lebte er als Rentner in der Zechenkolonie Mausegatt. Neben seiner schriftstellerischen Tätigkeit war Westerhoff, der hervorragend Bandoneon spielte, auch als Musiker aktiv. Klaus Wildenhahn realisierte mit Westerhoff von 1979 bis 1981 den Film „Bandoneon“.
Günter Westerhoff verfasste Gedichte und Prosawerke, in denen er die Welt der Industriearbeiter schilderte. Im Sammelband „100 Jahre Bergarbeiter-Dichtung“ von 1982 und in der Anthologie „Seilfahrt“ im Aufbau-Verlag von 1967 war er mit Werken vertreten.
Von 1961 bis 1967 war Günter Westerhoff Mitglied der „Gruppe 61“. 1980 erhielt er den Ruhrpreis für Kunst und Wissenschaft der Stadt Mülheim an der Ruhr. Er lebte in Arbeitersiedlungen in Essen und Mülheim.
Teile seines Nachlasses befinden sich im Fritz-Hüser-Institut für Literatur und Kultur der Arbeitswelt in Dortmund.

## Werke
- Gedichte und Prosa, Paulus-Verlag,  Recklinghausen 1966 mit einem Nachwort des Hrsg. Fritz Hüser
- Vor Ort – Gedichte und Erzählungen eines Arbeiters,  Asso Verlag, Oberhausen 1978
- Zwangsvereidigt, Münster 2005

## Hörspiele
- Ratten im Kanal
- Abkehr mit Martinshorn

## Dokumentarfilm
1979 drehte Klaus Wildenhahn für den NDR einen Dokumentarfilm über Westerhoff mit dem Titel Der Nachwelt eine Botschaft.